# Kusatsu Onsen

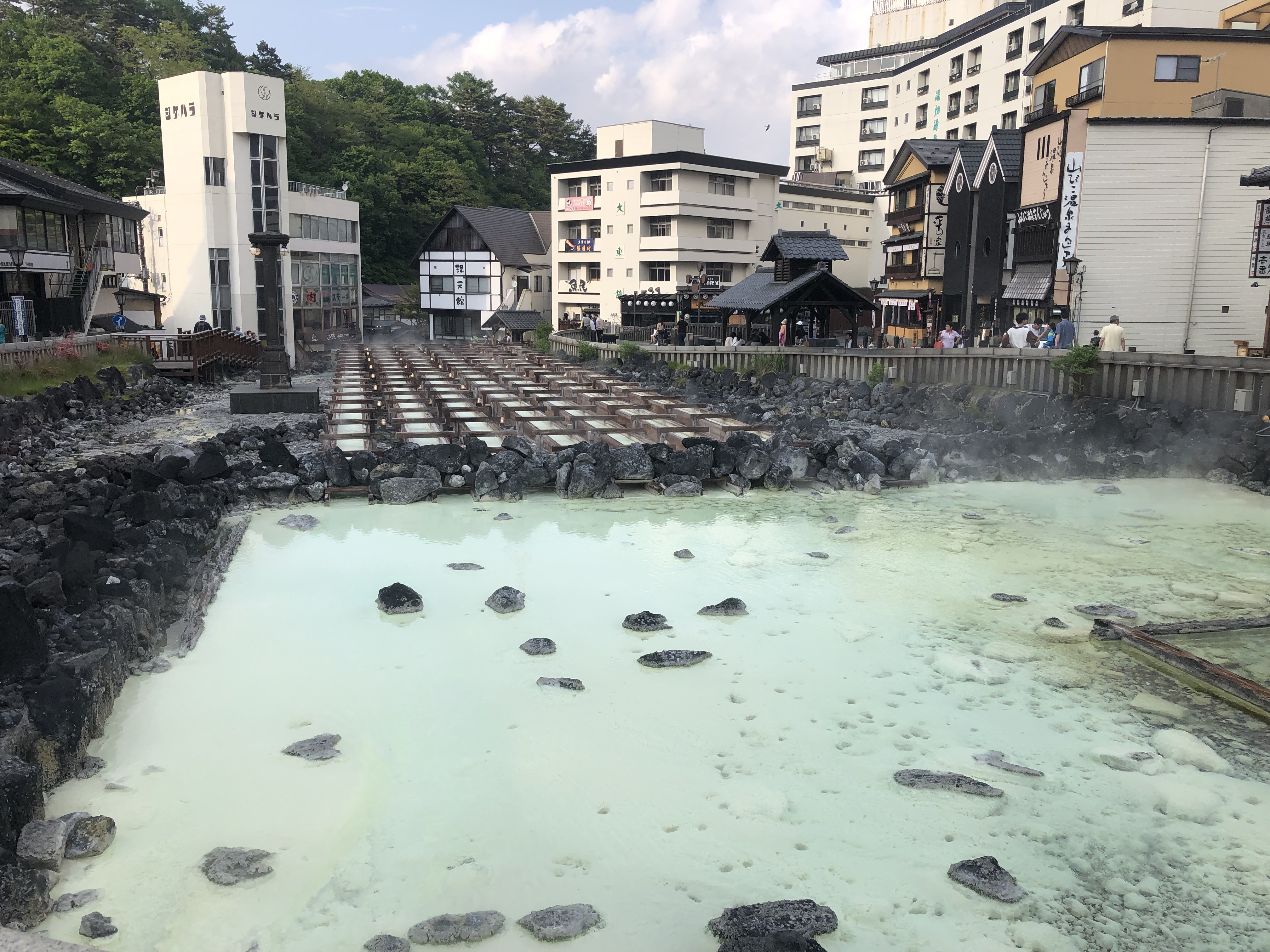
Blick auf die Therme

Kusatsu Onsen (jap. 草津温泉) ist ein Ort und Thermalbad in Kusatsu, Präfektur Gunma, Japan.
Neben dem Arima Onsen in der Präfektur Hyōgo und der Gero-Therme in der Präfektur Gifu gilt sie als eine der drei berühmten Thermen Japans.

## Etymologie
„Kusatsu“ stammt vom altjapanischen Wort „Kusouzu“ ab, welches Rohöl bezeichnet.

## Geschichte
Die Thermalquelle ist wohl schon im 12. Jahrhundert bekannt gewesen. Laut der Beschreibung der historischen Chronik Azuma Kagami entdeckte Minamoto no Yoritomo (1147–1199) den Kusatsu Onsen. In der Meiji-Zeit wurde die Nutzung der Kusatsu-Therme für Kuren durch den deutschen Arzt Erwin Bälz gefördert. Auf seine Initiative hin wurden die vulkanischen Quellen von Kusatsu zu dem heute erfolgreichsten Kurort in Japan ausgebaut.

## Badekultur
Der Kusatsu-Therme werden therapeutische Wirksamkeit in Bezug auf alle Krankheiten nachgesagt. Daher wird sie schon seit Jahrhunderten für Badekuren genutzt. Heute ist die Kusatsu-Therme berühmt für ihre Kultur „Yumomi“ und „Jikanyu“, die aus der Badekur entwickelt wurden. „Jikanyu“ (時間湯) ist eine traditionelle Balneotherapie der Kusatsu-Therme. Der Name Jikanyu ist eine Zusammensetzung aus den japanischen Wörtern für „Zeitspanne“ und „heißes Wasser“, denn diese Balneotherapie von 3 Minuten wird bis viermal pro Tag wiedergeholt. „Yumomi“ (湯もみ) heißt übersetzt Wasserwälzen oder -kneten. Anstatt das Wasser abzukühlen, indem man kaltes Wasser hinzumischt, wird seit der Edo-Zeit die traditionelle Yumomi-Technik verwendet.